# Albert Alexejewitsch Schesternjow
Albert Alexejewitsch Schesternjow (russisch Альберт Алексеевич Шестернёв, wissenschaftliche Transliteration Al'bert Alekseevič Šesternëv; * 20. Juni 1941 in Moskau; † 5. November 1994 ebenda) war ein sowjetischer Fußballspieler und -trainer.
Der Verteidiger war in den 1960er Jahren zentrale Figur und Kapitän des ZSKA Moskaus und der Auswahl der Sowjetunion, deren Rekordnationalspieler er bis in die späten 1980er Jahre noch vor Lew Jaschin war. Schesternjow gilt einigen Experten als bester russischer Fußballer aller Zeiten, er war 183 cm groß und dominierte durch seine Sprungkraft nahezu alle Kopfballduelle, im Spiel ohne Ball konnte er seine überragenden Sprintfähigkeiten ausspielen – er lief die 100 m unter 11 Sekunden und war Moskauer Jugendmeister im Sprint – da er auch im Zweikampf als fast unbezwingbar galt, wurde er von westeuropäischen Journalisten erstmals bei der WM 1966 „Iwan der Schreckliche“ genannt, die Prägung des Spitznamens wird Lothar Emmerich zugeschrieben.
Schesternjow nahm an drei Weltmeisterschaften und zwei Europameisterschafts-Endrunden teil und wurde 1970 Fußballer des Jahres in der UdSSR. Nach seiner Karriere als Spieler wurde er Mitglied des Trainerstabs von ZSKA, er war zweimal Cheftrainer des Clubs, sowie in den 1980er Jahren Leiter der legendären Fußballschule des Armeesportclubs.

## Laufbahn
Schesternjow begann mit dem ernsthaften Fußballtraining recht spät, als Schüler war er ein erfolgversprechender Leichtathlet mit hervorragenden Leistungen im Sprint und Dreisprung, bevor er von der sowjetischen Sportförderung für den Fußball entdeckt wurde. Dennoch war er gerade 18 Jahre alt, als er sein Debüt beim sowjetischen Erstligisten ZSKA Moskau hatte. Schon in seiner dritten Spielzeit hatte er sich so weit etabliert, dass er im Herbst 1961 erstmals für die A-Nationalmannschaft der UdSSR zum Einsatz kam und auch für in den Kader für die Weltmeisterschaft 1962 aufgenommen wurde, jedoch nicht zum Einsatz kam. 1963 wurde er dann aber in die Olympiamannschaft berufen und absolvierte während der Qualifikationsrunde zur Olympiade 1964 fünf Spiele, wie auch später drei Spiele in der Qualifikation für den olympischen Fußballwettbewerb 1968. Über seine hervorragenden Leistungen in den Olympiaqualifikationsspielen 1963 konnte er sich 1963 auch wieder in die A-Auswahl spielen, er wurde nun Stammkraft und blieb dies über acht Jahre in Folge; in 89 Spielen für die A-Auswahl – davon ein inoffizielles gegen eine Skandinavienauswahl – lief er 67-mal als Spielführer auf, was Rekord für die A-Auswahl war und bleibt. Seine ersten Einsätze bei einer Endrunde eines großen Turniers hatte er bei der Europameisterschaft 1964 – noch Europapokal der Nationen genannt, wo er unter anderem im Endspiel zum Einsatz kam. Dies sollte sein einziges internationales Finale bleiben, obwohl die UdSSR bei den nächsten drei Turnieren (WM 1966, EM 1968 und WM 1970) stets zumindest zum erweiterten Favoritenkreis gezählt wurde, doch man schied immer spätestens im Halbfinale aus, 1968 bei der EM gar durch eine Losentscheidung gegen Italien. 1968 wurde er zudem in eine Weltauswahl der Fifa berufen, die gegen Brasilien zum 10. Jubiläum des ersten Weltmeistertitels spielte.

In seinen Grabstein eingemeißeltes Porträt Schesternjows

Die von ihm als Kapitän geführte sowjetische Auswahl ging als Mitfavorit in die WM-Endrunde 1970, die Vorrunde wurde problemlos überstanden. Doch ausgerechnet in dem Spiel, in dem Schesternjow Rekordspieler seiner Heimat wurde, verlor man äußerst unglücklich gegen Uruguay mit 0:1 nach einem Tor vier Minuten vor Schluss. Stattdessen konnte er 1970 ZSKA zur ersten sowjetischen Meisterschaft seit 20 Jahren führen, auch die nächste Saison begann sehr erfolgversprechend für Schesternjow, doch erlitt er eine schwere Verletzung seines Knies, von der er sich auch nach einer teilweise erfolgreichen Operation nicht mehr ganz erholen sollte. Beim Auswärmen zu seinem geplanten Comeback in der Nationalmannschaft im Sommer 1973 gegen Brasilien brach die Verletzung wieder auf und er trat endgültig als aktiver Spieler zurück.
Im Anschluss versuchte er sich im Stab von ZSKA als Trainer scheiterte aber dabei.
Von 1965 bis 1973 war er mit der Eiskunstläuferin Tatjana Schuk verheiratet und hatte mit ihr eine Tochter.
Schesternjow liegt auf dem Kunzewoer Friedhof im Westen Moskaus begraben.